# 17683 Kanagawa
17683 Kanagawa (1997 AR16) là một tiểu hành tinh vành đai chính được phát hiện ngày 10 tháng 1 năm 1997 bởi Atsuo Asami ở Hadano.